# Hasselblad
Hasselblad je švedski proizvajalec zelo kakovostnih fotografskih aparatov s sedežem v Göteborgu, Švedska. Podjetje je bilo ustanovljeno leta 1841 kot trgovsko podjetje. V zadnjem desetletju 19. stoletja je Hasselblad začel prodajati Eastmanove fotografske izdelke. Fotografska veja podjetja se je večala. Med 2. svetovno vojno je dobil Victor Hasselblad naročilo naj razvije zračni fotoaparat za Kraljevo švedsko vojno letalstvo. Po vojni se je proizvodnja usmerila na mirnodobske fotoaparate. Zrcalno-refleksni fotoaparat Hasseblad 1600F srednjega formata (35 mm do 4"×5"), izdelan leta 1948, je postal priljubljeno orodje profesionalnih fotografov.
Verjetno najbolj znana uporaba Hasselbladovih aparatov je bila v času Luninih odprav Programa Apollo, ko je prvi človek stopil na edini Zemljin naravni satelit. Vse fotografije posnete v času med temi odpravami so bile izdelane s posebej prirejenimi Hasselbladovimi fotoaparati.
Avgusta 2004 se je Hasselblad združil z danskim podjetjem Imacon A/S. Imacon je izdelovalec opreme za digitalno fotografijo, kot so na primer hrbti digitalnih fotoaparatov.
Hasselbladova poslovna filozofija je preprosta in izraža tudi eno od tehniških resnic – ni preproste poti do kakovostne fotografije in na njo vpliva cel niz dejavnikov.